# Holochilus lagigliai
Holochilus lagigliai es una especie poco conocida de roedor cricétido del género Holochilus, cuyos integrantes son denominados comúnmente ratas acuáticas, ratas de agua o ratas de bañado. Habitaría en humedales del centro-oeste de la Argentina.

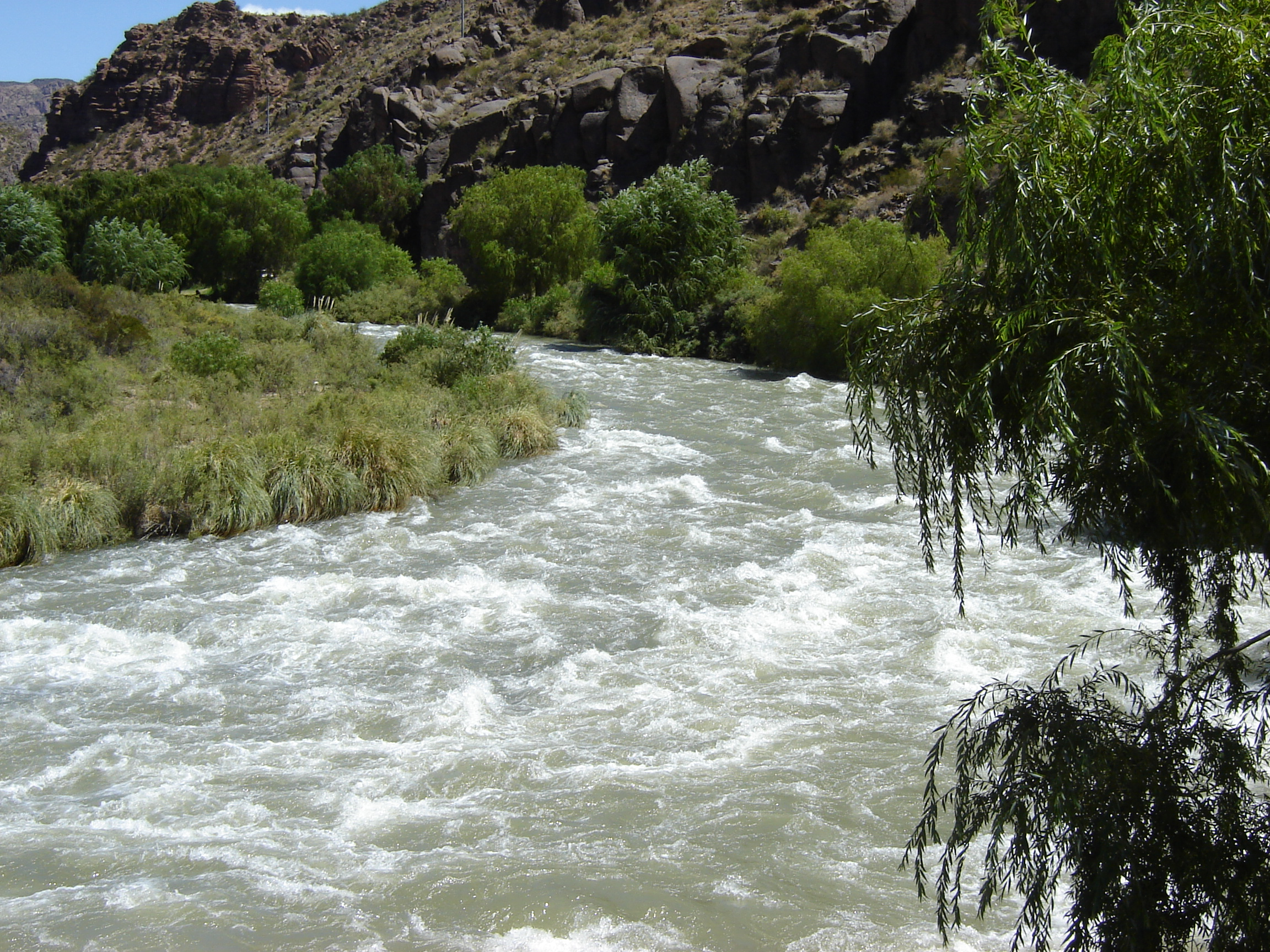
El río Atuel cerca de la ciudad de San Rafael (Mendoza), el hábitat de esta especie.

## Taxonomía
Esta especie fue descrita originalmente en el año 2013 por los zoólogos y arqueólogos Ulyses F. J. Pardiñas, Pablo Teta, Damián Voglino y Fernando J. Fernández.
Etimología
Etimológicamente, el término específico lagigliai es un epónimo que refiere al apellido de la persona a quien fue dedicada, el antropólogo, arqueólogo y naturalista argentino Humberto Antonio Lagiglia quien fue el fundador y director (hasta su fallecimiento) del Museo Municipal de Historia Natural de San Rafael, siendo quien recibió el espécimen que luego se emplearía como tipo del taxón, además de haber recolectado el material adicional correspondiente a las piezas fósiles del sitio arqueológico Gruta del Indio.
Localidad tipo
La localidad tipo (el lugar preciso donde fue coleccionado el holotipo) se desconoce con exactitud, ya que la etiqueta acompañante al mismo solo refiere escuetamente: "El Nihuil, San Rafael, Provincia de Mendoza, Arg". Habría sido atrapada cerca de la margen del lago El Nihuil, generado en el año 1947 por una represa construida sobre el curso medio del río Atuel, en las coordenadas: 35°04′S 68°43′W y ubicada a una altitud de 1300 m s. n. m., a unos 60 kilómetros al sudoeste de la ciudad de San Rafael.
Holotipo
El holotipo designado es el catalogado como: MHNSR 564; consta de un cráneo de un espécimen adulto con el lado derecho parcialmente dañado, región del pterigoideo aplastada y ambas mandíbulas con las puntas de los incisivos y procesos angulares desaparecidos. El holotipo es acompañado por la piel (mal preparada) del mismo individuo (con la patada delantera derecha desaparecida) y el esqueleto caudal conservado en su interior (archivado como: MHNSR 558); no se conservó el resto del esqueleto. Su sexo y mediciones externas no fueron registrados cuando el animal todavía estaba fresco. Fue capturado por un cazador (Felipe Faliti) el 15 de enero de 1955; él mismo lo llevó al Museo Municipal de Historia Natural de San Rafael (Mendoza) donde se encuentra depositado. Su enorme valor recién salió a la luz 57 años después, al ser encontrado por uno de los autores de la especie (Fernando J. Fernández).
Material adicional
Además del ejemplar tipo, se estudiaron 3 mandíbulas derechas con incisivos rotos y M1-3 en posición (catalogadas como: MHNSR 231, 650 y 674). Fueron colectadas por H. Lagiglia en enero de 1974 a nivel superficial en el interior de la Gruta del Indio (en las coordenadas: 34°45′S 68°22′W, a una altitud de 660 m s. n. m.) un sitio arqueológico y paleontológico del Holoceno tardío ubicado en el paraje Rincón del Atuel, a 28 km al sudeste de la ciudad de San Rafael (Mendoza) en la margen sur del río Atuel.

## Características
Holochilus lagigliai es una especie de roedor de gran tamaño dentro del género, se caracteriza por su cola corta, por presentar una amplia caja craneana con placa cigomática antero-superior grande y redondeada, paladar óseo sin excrecencias, amplio mesolofostilo en los primeros molares superiores y tercer molar superior complejo más corto que el segundo, los que carecen de hypoflexus. Sus rasgos morfológicos combinan características observadas en Holochilus brasiliensis, H. chacarius y H. sciureus, junto con otros únicos de esta especie,  no presentes en los restantes integrantes del género, por ejemplo, la ausencia de hypoflexus.
La cola corta se corresponde a un menor número de vértebras caudales, con un recuento en el holotipo de 21 ± 1; en ejemplares del grupo H. brasiliensis, ese número varía entre 25 y 35 y en los del grupo H. chacarius la cifra va desde 29 a 32.
La cola, en un género de ratas de hábitos anfibios como es Holochilus, se utiliza para cambiar de dirección durante la natación; además, apoyando su superficie inferior, les sirve como punto de equilibro en posición de descanso. Al igual que la cola, la pata trasera es también más corta.

## Distribución y hábitat
Ambas localidades donde fueron colectados ejemplares o sus restos (el embalse El Nihuil y la Gruta del Indio), se sitúan en la parte media de la cuenca del río Atuel. Junto a ambas márgenes de dicho curso fluvial crece una estrecha lonja de vegetación hidrófila gracias a los suelos limosos y la mayor humedad de su pequeño valle fluvial, con vegetación subclimáxica dentro del clímax regional, correspondiente al distrito fitogeográfico del monte de llanuras y mesetas perteneciente a la provincia fitogeográfica del monte. La zona se incluye en la macrorregión llamada “Diagonal árida sudamericana”.
Las poblaciones vivientes del género Holochilus más próximas a H. lagigliai se encuentran a unos 500 km hacia el este (H. brasiliensis en la provincia de Buenos Aires) y 850 km hacia el norte (H. chacarius en la provincia de Tucumán).

## Conservación
La población de este único y muy raro roedor estaría aparentemente aislada. Cualquier evaluación de su estado de conservación de Holochilus lagigliai es difícil; se desconoce si todavía sobrevive en la zona del río Atuel, aunque los autores de la misma afirmaron que no poseen ninguna evidencia para creer que no sea así, ya que una amplia región de la provincia de Mendoza (en la cual está incluida el valle medio del río Atuel), ha sido mal prospectada desde el punto de vista de su biodiversidad de mamíferos.
Se necesitan nuevas colecciones e intensos relevamientos en los hábitats adecuados remanentes para obtener evidencias complementarias, especialmente su cariotipo y secuencias de su ADN.
Fernández y colaboradores en 2017 publicaron un trabajo científico sobre conservación y biogeografía de esta especie de rata anfibia, mediante el uso de modelos de distribución potencial, donde argumentan que H. lagigliai pudo extinguirse a causa del impacto humano sobre los humedales de Mendoza.